# Cephaloscyllium speccum
Cephaloscyllium speccum là một loài cá trong họ Scyliorhinidae, đây là loài đặc hữu các vùng nước tây bắc Úc. Nó xuất hiện ở bên ngoài thềm lục địa và trên dốc lục địa, tại độ sâu 150–455 m (492–1.493 ft). Con cá dài 69 cm (27 in) và có đầu rộng, ngắn và dẹt.